# Anthephora laevis
Anthephora laevis là một loài thực vật có hoa trong họ Hòa thảo. Loài này được (Schweinf.) Stapf & C.E.Hubb. mô tả khoa học đầu tiên năm 1930.